# Arlee Wararong
Arlee Wararong (thailändisch อารีย์•แวอารง) ist ein ehemaliger thailändischer Radrennfahrer.

## Sportliche Laufbahn
Wararong war im Straßenradsport aktiv und Teilnehmer der Olympischen Sommerspiele 1976 in Montreal. 
Das olympische Straßenrennen beendete er nicht. Über sein weiteres Leben und seine sportlichen Erfolge ist nichts bekannt.